# Франко-німецькі відносини

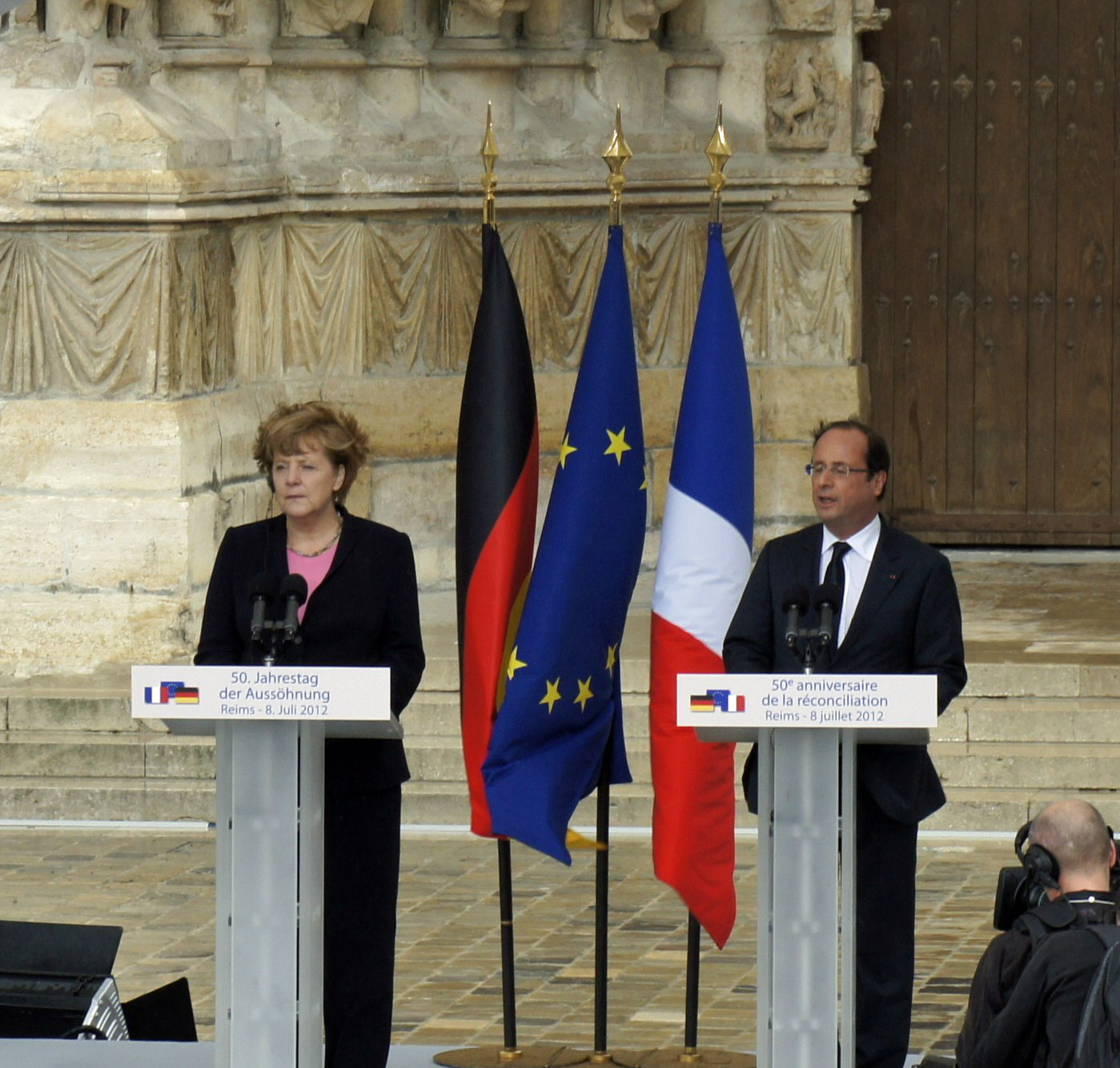
50-річчя примирення, 8 липня 2012: Ангела Меркель (ліворуч), федеральний канцлер Німеччини, та Франсуа Олланд (праворуч), президент Французької Республіки

Відносини Німеччина — Франція, починаючи з 1871 р., за словами Ульріха Кротца, діляться на три великі періоди: «Спадкова ворожнеча» (до 1945 р.), «Примирення» (1945–63 рр.), та «Особливі стосунки» (з 1963 р.), які було втілено у співпраці під назвою «Франко-німецька дружба» (фр. Amitié franco-allemande; нім. Deutsch-Französische Freundschaft).
У контексті Європейського Союзу співпраця між двома країнами є надзвичайно тісна. Усупереч тому, що деякий час Франція  залишалась євроскептичною у своїх поглядах, особливо за президентства Шарля де Голля, франко-німецькі угоди та співпраця завжди були ключові в просуванні ідеалів Європейської інтеграції.
В останній час Франція та Німеччина залишаються одними з найбільш завзятих прихильників подальшої інтеграції до ЄС. Іноді вони описуються як „подвійний двигун“ або „ключові країни“, що стимулюють весь процес. 28 квітня 2017 року було відкрито трамвайну лінію, яка перетинає франко-німецький кордон через річку Рейн від Страсбурга до Келю, як символ міцності відносин між двома країнами.

## Порівняння країн
|                            | Франція | Німеччина                                                  |
| -------------------------- | --- | ---------------------------------------------------------- |
| Населення                  | 67,087,000 | 82,066,000                                                 |
| Площа                      | 674,843 км2 | 357,021 км2                                                |
| Густота населення          | 116/км2 | 229/км2                                                    |
| Столиця                    | Париж | Берлін                                                     |
| Найбільше місто            | Париж — 2,234,105 (12,161,542 Metro) | Берлін — 3,510,032 (5,964,002 Metro)                       |
| Форма державного правління | Унітарна змішана конституційна республіка | Федеративна парламентська конституційна республіка         |
| Офіційна мова              | Французька (де факто та де-юре) | Німецька (де факто та де-юре)                              |
| Релігія                    | 58 % Християнство, 31 % Атеїзм, 7 % Іслам, 1 % Юдаїзм, 1 % Буддизм, 2 % інші                                                                       | 58 % Християнство, 37 % Атеїзм, 4 % Іслам, 1 % інші        |
| Етнічні групи              | 86 % французи, 7 % інші європейці, 7 % вихідці з Пн. Африки, Субсахарської Африки, Індонезії, Азії, Латинської Америки та Тихоокеанських островів. | 80 % німці, 5 % турки, 5 % інші європейці, 10 % інші       |
| ВВП (ПКС)                  | $2.590 трлн, $43,550 на душу населення | $3.615 трлн, $50,206 на душу населення                     |
| ВВП (номінал)              | $2.846 трлн, $39,932 на душу населення | $3.730 трлн, $44,769 на душу населення                     |
| Емігранти                  | 110,881 французьких громадян проживають в Німеччині на 31 грудня 2012 р.                                                                           | 130,742 німецьких громадян проживають у Франції на 2012 р. |
| Військові витрати          | $62.5 млрд | $46.7 млрд                                                 |

## Історія

### Ранні взаємодії

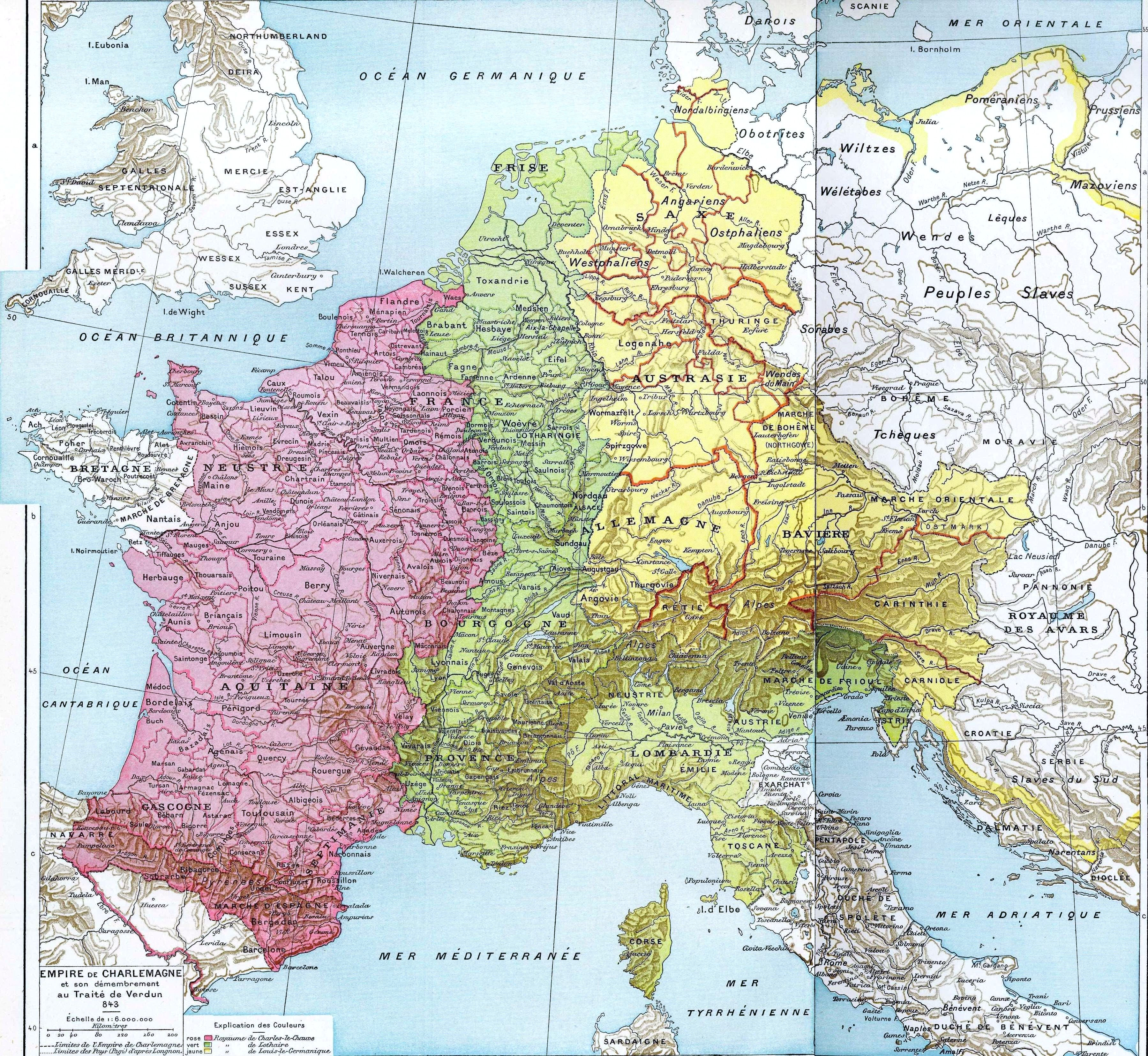
Каролінгська імперія, поділена в 843 році

Історія обох країн, як Франції, так і Німеччини розпочалась ще з часів Карла I Великого, чия величезна імперія охоплювала більшу частину сучасних територій Франції та Німеччини — а також Нідерланди, Бельгію, Люксембург, Швейцарію, Австрію, Словенію та Північну Італію.
Смерть сина Карла Великого Людовіка Благочестивого та наступний поділ Франкської імперії у 843 р. за Верденським договором ознаменували кінець єдиної держави. У той час як населення обох, як Західних, так і Східних королівств мало відносно однорідні мовні групи (гало-романські в Західній Франції, низьконімецькі та високонімецькі в Східній Франції), Середнє королівство було смугою розмитого, але культурно насиченого мовою кордону — між річками Маас та Рейн. Після підписання Рибмонтського договору 880 р. кордон між західним та східним королівствами майже 600 років залишався незмінним. Німеччина продовжувала висловлювати свою прихильність до Італії, тоді як Франція сконцентрувалась на встановленні більш тісних зв'язків з Англією.
Незважаючи на поступове культурне відчуження протягом епох високого та пізнього середньовіччя, соціальні і культурні взаємозв'язки продовжували розвиватись за рахунок піднесення латинської мови та франківського духовенства і шляхти.

### Франція та Габсбурги
Наступний імператор Карл V, член австрійського будинку Габсбургів, в 1506 р. успадкував території Пониззя та Франш-Коме. Після успадкування ним Іспанії в 1516 р., Франція була оточена Габсбурзькими територіями і відчувала тиск. Напруженість між двома державами в подальшому викликала ряд конфліктів, таких як Війна за іспанську спадщину, поки Дипломатична революція 1756 року не об'єднала їх в союзі проти Пруссії.
Тридцятилітня війна (1618—1648), що спустошила великі частини Священної Римської імперії, також припала на цей період. Хоча війна здебільшого й була конфліктом між протестантами та католиками, католицька Франція перейшла на бік протестантів проти військ під проводом Австрії. Після підписання Вестфальського миру 1648 р. Франція отримала частину території Ельзасу. В подальшому, це було закріплено в Німвегенських мирних договорах 1679 р., коли Франція отримала під контроль ще декілька територій. А вже 30 вересня 1681 р. Людовик XIV прибув до міста Страсбург і проголосив його анексію.
Тим часом, Османська імперія, яка продовжувала розширювати свої кордони, ставала серйозною загрозою для Австрії. Ватикан ініціював так звану Священну лігу проти „спадкового ворога“ християнської Європи („Erbfeind christlichen Namens“). У вересні 1683 р. за Людовіка XIV, Франція далека від приєднання або підтримки спільних зусиль Австрії, Німеччини та Польщі, вторглась до Іспанських Нідерландів, за кілька днів до Віденської битви. Поки Австрія була захоплена Великою турецькою війною (1683—1699), Франція ініціювала Війну Аугсбурзької ліги (1688—1697). Спроба завоювання значної частини південної Німеччини врешті решт зазнала невдачі, коли німецькі війська були виведені з османського кордону та переміщені до регіону. Однак, використовуючи тактику спаленої землі, яка викликала в цей час великий громадський протест, французькі війська спустошили великі частини Пфальцьких територій, а також спаливши і зрівнявши з землею численні території півдня Німеччини.

### Франція та Пруссія

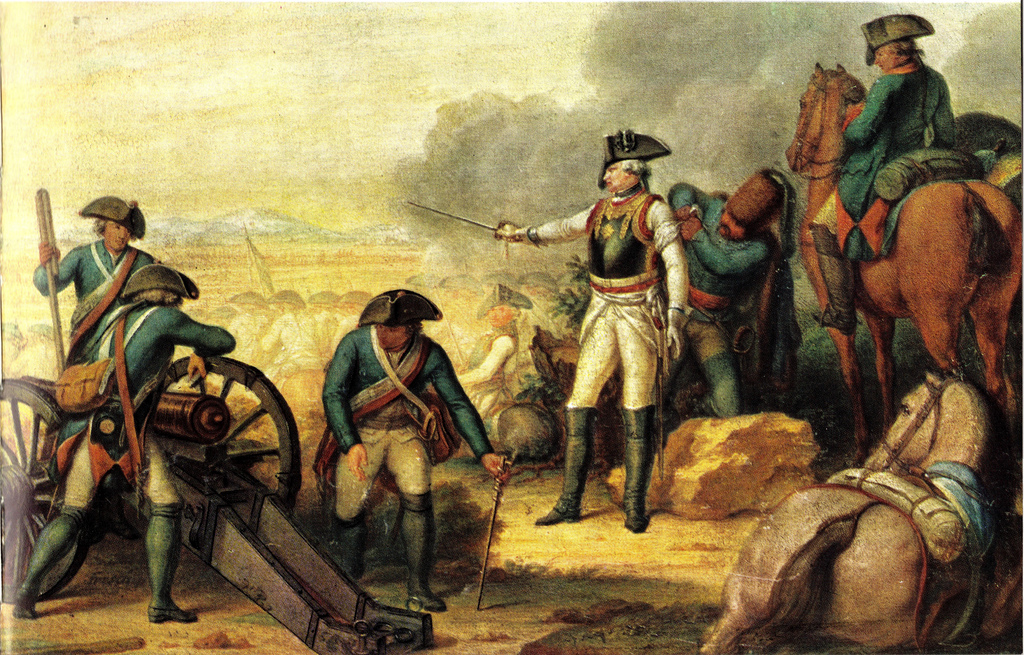
Прусські війська після перемогив у битві при Россбах. Йоган Крістоф Фріш, 1799 рік.

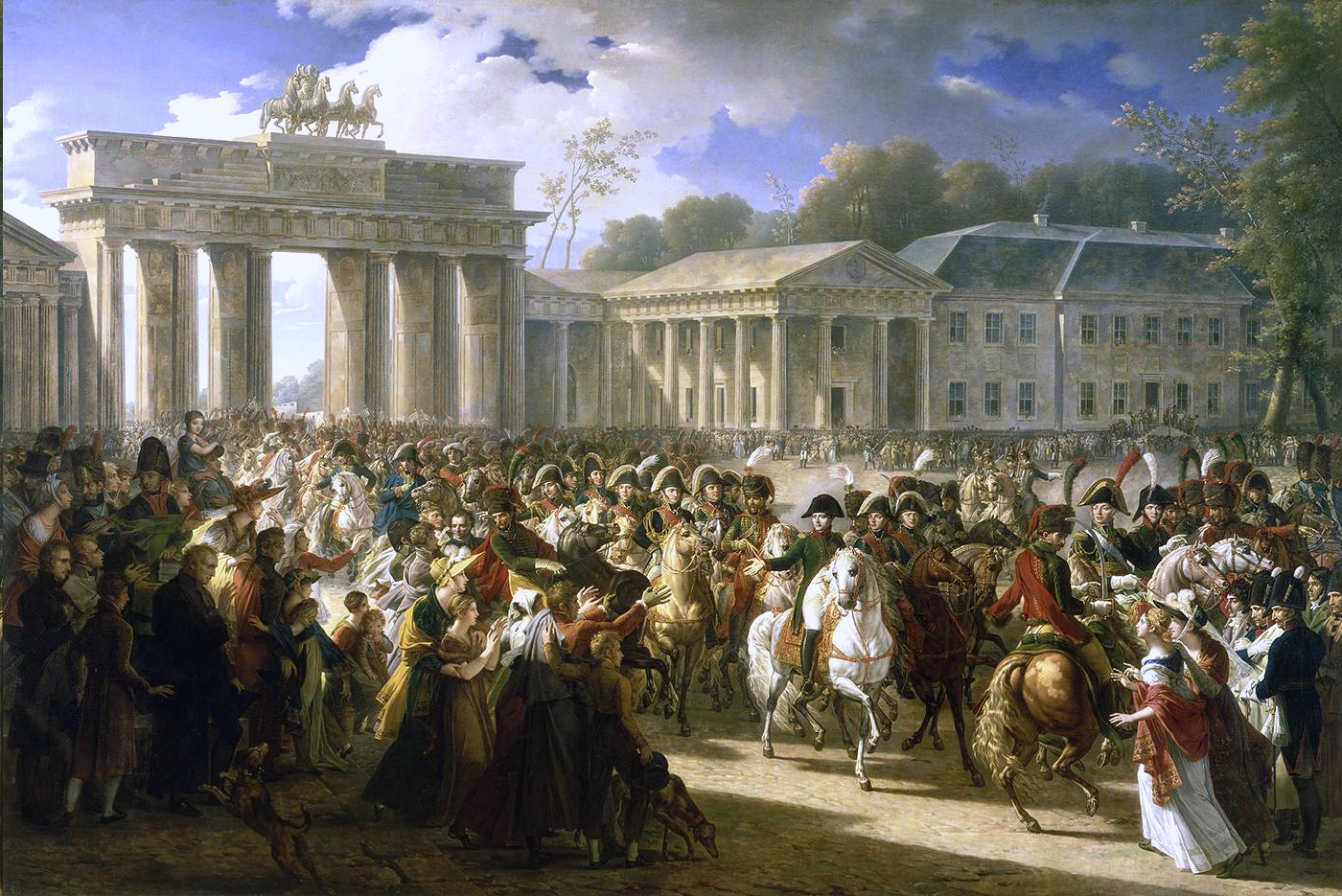
Французькі війська заходять у Берлін після битви при Єні. Чарльз Меньє, 1810.

У 18 столітті піднесення Пруссії як нової німецької держави спричинило Дипломатичну революцію та її союз між Францією, Габсбургом та Росією, результатом чого стали Версальський договір 1756 р. та Семирічна війна проти Пруссії та Великої Британії. Хоча німецька національна держава й була на обрії, відданість німецького населення була направлена насамперед на менші держави. Війна Франції проти Пруссії була виправдана завдяки її ролі як гаранта Вестфальського миру, і тим, що насправді вона воювала на боці більшості німецьких держав.
Фрідріх Великий очолював оборону Пруссії протягом 7 років і, хоч і з великою перевагою, здобув перемогу над французькими та австрійськими окупантами. Це розпочало роки ненависті між двома країнами. За великі досягнення Фрідріха Великого поважали всі його вороги, а сам Наполеон використав його як зразок для ведення битви.
Громадянське населення все ще розглядало війну як конфлікт між їх владою, і не стільки розмежовувало війська за стороною, на якій вони воювали, скільки відповідно до того, як вони ставилися до місцевого населення. Особисті контакти та взаємоповага між французькими та прусськими офіцерами не припинялися навіть коли вони воювали між собою, а війна спричинила великий культурний обмін між французькими окупантами та німецьким населенням.

### Вплив французької революції та Наполеона
Німецький націоналізм виник як сильна рушійна сила після 1807 р., коли Наполеон завоював більшу частину Німеччини та втілив у життя нові ідеали Французької революції. Французький масовий призов до Революційних воєн та початок формування національних держав у Європі перетворював війну на міжнародний конфлікт, а не конфлікт між владою, що здійснювався за рахунок їх підданих.
Наполеон поклав край 180-річній Священній Римській імперії в 1806 р., утворивши власну Рейнську конфедерацію, і переробив політичну карту німецьких держав, які досі були розділені. Війни, які часто велися в Німеччині та з залученням німців з обох сторін, як і в битві Націй під Лейпцигом, також поклали початок тому, що явно називалося французько-німецькою спадковою ворожнечею. Наполеон безпосередньо включив до своєї Першої французької імперії німецькомовні райони, такі як Рейнланд та Гамбург, і ставився до монархів решти німецьких держав як до васалів. Сучасний німецький націоналізм народився в опозиції до французького панування за Наполеона. При переробці карти Європи після поразки Наполеона німецькомовні території Рейнланду, що прилягають до Франції, були поставлені під владу Пруссії.

### Франція та Баварія
Баварія як третя за величиною держава Німеччини після 1815 р. користувалася значно теплішими відносинами з Францією, ніж більша частина Пруссії чи Австрії. З 1670 р. обидві країни були союзниками майже протягом століття, насамперед в протидії Габсбурзьким амбіціям приєднання території Баварії до Австрії. Цей союз відновився після приходу до влади Наполеона договором про дружбу в 1801 р. та офіційним союзом у серпні 1805 р., за ініціативою міністра Баварії Максиміліана фон Монжела. За французької підтримки Баварія була піднесена до статусу Королівства у 1806 р. та поставила 30 тис. військовослужбовців для вторгнення в Росію в 1812 р. Із занепадом Першої Французької імперії Баварія вирішила змінити свою сторону 8 жовтня 1813 р. і залишила французький союз на користь австрійського через Ридський договір.

### Дев'ятнадцяте століття

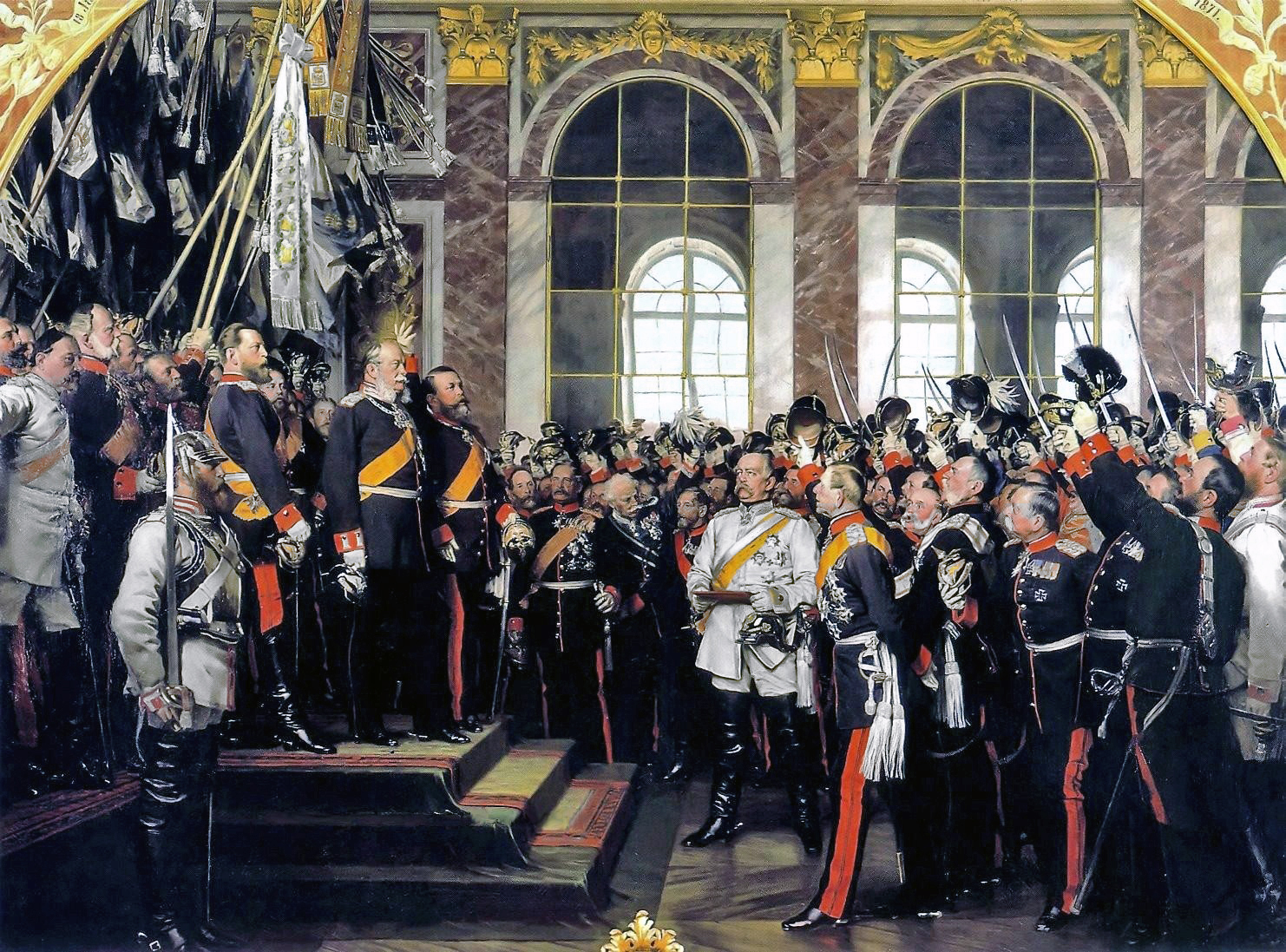
Проголошення Німецької імперії у Версальському палаці 18 січня 1871 р. Антон фон Вернер.

Протягом першої половини 19 століття багато німців сподівалися на об'єднання німецьких держав, але питання полягало в тому, чи буде католицька Австрія їх частиною. Німецькі націоналісти вірили, що об'єднана Німеччина замінить Францію як домінуючу у світі сушу. Цьому аргументу сприяли демографічні зміни: починаючи з середньовіччя, у Франції було найбільше населення в Західній Європі, але в 19 столітті її населення опинилось в стані застою (тенденція тривала до другої половини 20 століття), а населення німецької держави наздогнало його і продовжували стрімко збільшуватися.
Можливе об'єднання Німеччини було спровоковано франко-німецькою війною 1870 року та подальшою французькою поразкою. Німецькі війська розгромили французьку армію в битві при Седані. Нарешті, у Франкфуртському договорі, досягнутому після тривалої облоги Парижу, Франція була змушена поступитися переважно германомовною територією Ельзасу-Лотарингії (що складається з більшої частини Ельзасу та чверті Лотарингії) та виплатити компенсацію у п'ять мільярдів франків. Після цього Німеччина стала провідною сухопутною державою.

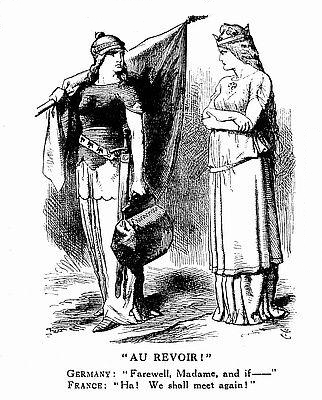
John Tenniel: Au Revoir!, 6 серпня 1881

Основна помилка Бісмарка — введення армії та інтенсивний громадський попит Німеччини на придбання прикордонних провінцій Ельзас і Лотарингія, який тим самим перетворював Францію на її постійного, глибоко відданого ворога. Теодор Зелдін говорив: „Помста та повернення Ельзасу-Лотарингії стали головним об'єктом французької політики протягом наступних сорока років. Те, що Німеччина була ворогом Франції, стало основним фактом міжнародних відносин“. Рішення Бісмарка полягало в тому, щоб зробити Францію нацією-ізгоєм, заохочуючи королівство висміювати її новий республіканський статус, і будуючи складні союзи з іншими великими державами — Австрією, Росією та Британією — щоб Франція була дипломатично ізольованою.
Питання Ельзасу-Лотарингії набуло великого значення після 1880 року, але стрімке зростання населення та економіка Німеччини все більше відходили вперед від Франції. У 1890-х роках відносини залишалися хорошими, оскільки Німеччина підтримувала Францію під час труднощів з Британією щодо африканських колоній. Будь-яка гармонія у відносинах зруйнувалася в 1905 році, коли Німеччина зайняла агресивно ворожу позицію щодо претензій Франції з приводу Марокко. Почалися розмови про війну, і Франція зміцнила свої зв'язки з Британією та Росією.

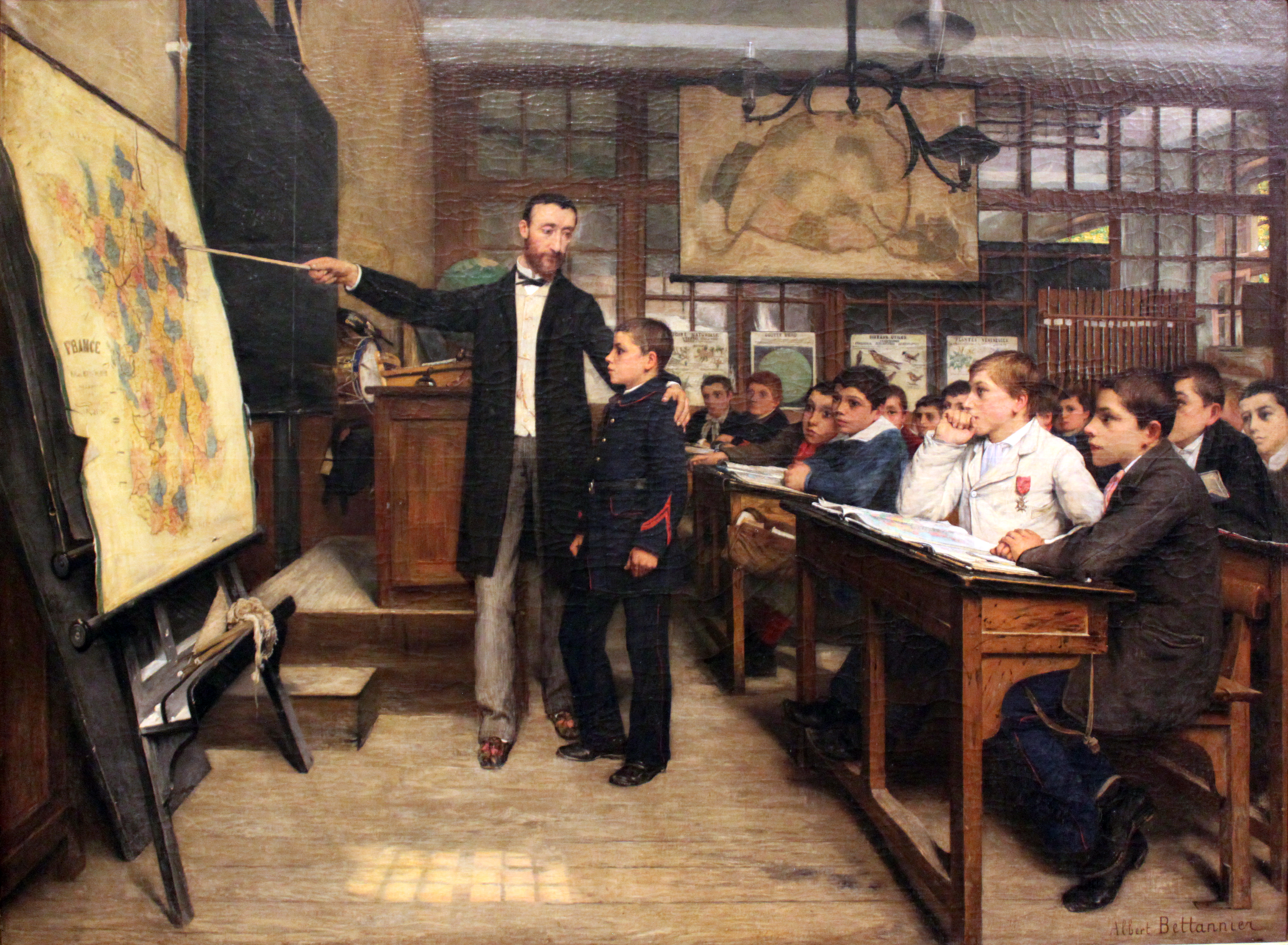
Картина Новіля 1887 року із зображенням французьких студентів провінції Ельзас та Лотарингія, яка була захоплена Німеччиною у 1871 році.

### Перша світова війна

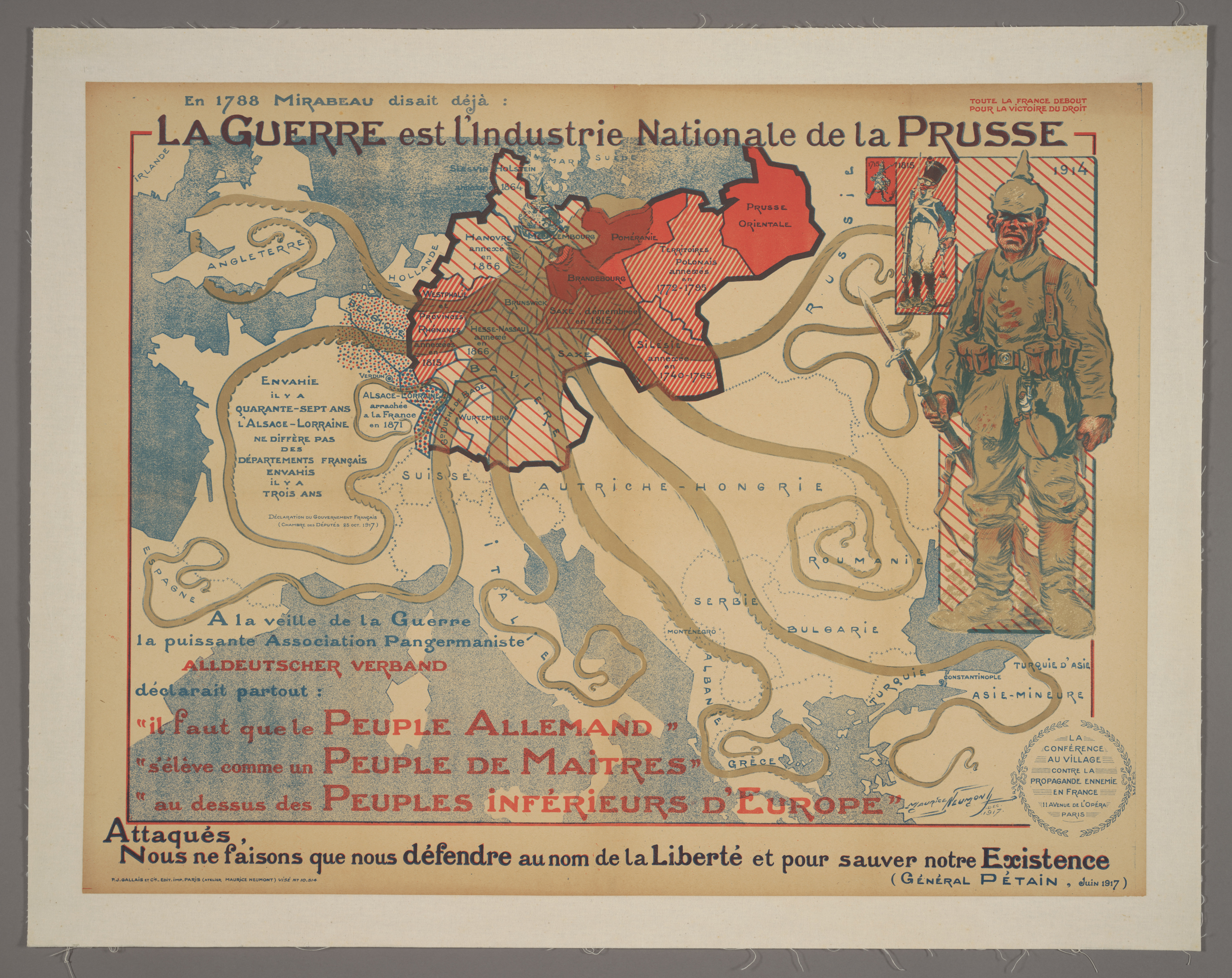
Французький пропагандистський плакат з 1917 року зображує Пруссію як восьминога, який розтягує щупальця, що борються за контроль. Він переписаний за цитатою 18 століття: „Ще в 1788 році Мірабо говорив, що війна — це національна промисловість Пруссії“.»

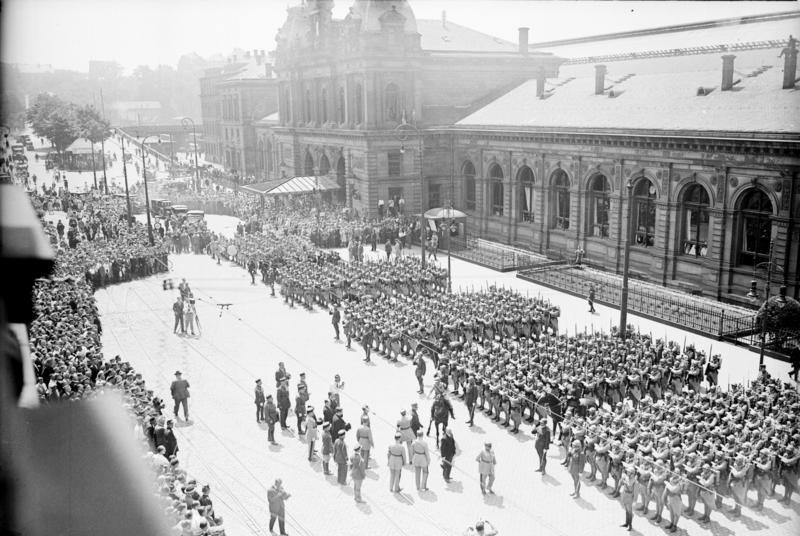
Війська французької армії, що збираються до відходу з Рейнланд, окупували Майнц, 1930 рік

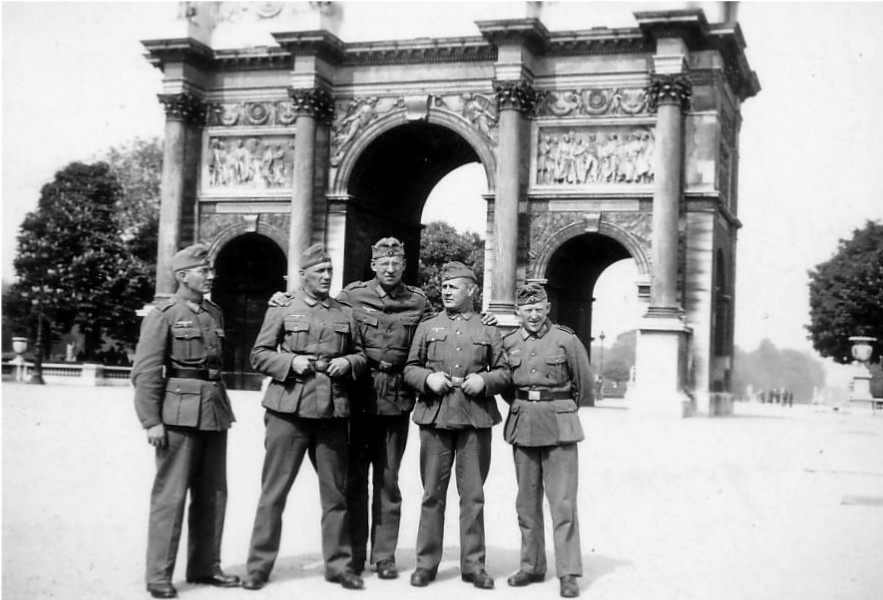
Німецькі солдати вермахту перед Тріумфальною аркою дю Карузель, окупований Париж, 1940 рік

Багаторічною реакцією Франції на поразку у франко-прусській війні 1870-71 рр. став реваншизм: глибоке почуття гіркоти, ненависті та вимоги помститись Німеччині, особливо за втрату Ельзасу та Лотарингії. Картини, що підкреслювали приниження поразки, користувалися великим попитом, як, наприклад, картини Альфонса де Новіля.
Французька зовнішня політика базувалася на постійному побоюванні щодо зростання Німеччини і нарощення нею власної потужності. Крім німецької загрози, більшість французів ігнорували зовнішні справи та колоніальні питання. У 1914 р. головною групою тиску була «Колоніальна партія», коаліція з 50 організацій, що налічувала 5000 членів. Питання Ельзасу-Лотарингії набуло значення після 1880 року із занепадом монархічного елемента, але коли почалася війна в 1914 році, відновлення двох втрачених провінцій стало головною метою війни у Франції.
Після усунення Бісмарка в 1890 р. зусилля Франції щодо ізоляції Німеччини стали успішними; з утворенням Антанти Німеччина стала відчувати себе оточеною. Зокрема, міністр закордонних справ Делькасе дуже наполегливо намагався домогтися підтримки Росії та Великої Британії. Основними маркерами були франко-російський союз 1893 року, англо-французька угода 1904 року з Великою Британією, і, нарешті, англо-російська угода в 1907 році, яка заснувала Антанту. Цей формальний союз з Росією та неофіційне узгодження з Британією проти Німеччини та Австрії врешті змусили Росію та Британію вступити до Першої світової війни як союзників Франції.

### 1920-ті роки
Франція повернула собі Ельзас-Лотарингію і ненадовго відновила своє старе становище як провідної суші на європейському континенті. Франція була провідним прихильником суворих, але мирних умов проти Німеччини на Паризькій мирній конференції. Оскільки війна велася на французькій землі, вона знищила значну частину французької інфраструктури та промисловості, а Франція зазнала найбільшої кількості жертв, пропорційної кількості населення. Велика частина французької громадськості прагнула до того щоб отримати Рейнську область, розділити Німеччину, що примикала до Франції, і втілення старої французької амбіції — відірватися від Німеччини як незалежної країни; врешті-решт їх влаштували обіцянки демілітаризіції Рейнської області та великих репараційних виплат з боку Німеччини. На віддаленому кінці Сходу Німецької імперії територія Мемеля була відокремлена від решти Східної Пруссії та окупована Францією до анексії Литвою. На нібито німецьку несплату репарацій за Версальським договором 1923 р. Франція відповіла окупацією Рейнської області та промислового Рурського району Німеччини, центром німецького видобутку вугілля та сталі, до 1925 р. Крім того, Міжнародний олімпійський комітет, в якому переважала Франція, заборонив Німеччині проводити Олімпійські ігри 1920 та 1924 років, ілюструючи бажання Франції ізолювати Німеччину.

### Локарнські договори 1925 року
Наприкінці 1924 р. міністр закордонних справ Німеччини Густав Стреземанн поставив свій найвищий пріоритет на відновлення німецького престижу та привілеїв як провідної європейської нації. Вихід Франції з окупації Руру був запланований на січень 1925 р., але Стреземанн вважав, що Франція занадто переймається її безпекою і може скасувати відкликання. Він зрозумів, що Франція, на відміну від Лондону, глибоко бажає британської гарантії її післявоєнних кордонів. Стреземанн розробив план, згідно з яким всі сторони отримають те, що хочуть, через низку гарантій, викладених у ряді договорів. Міністр закордонних справ Великої Британії Остін Чемберлен погодився. Франція зрозуміла, що окупація Руру завдала більше фінансових та дипломатичних збитків, ніж це було того варто, і погодилась із планом. Конференцію міністрів закордонних справ вони скликали на швейцарському курорті Локарно і узгодили план. Перший договір був найкритичнішим: взаємна гарантія кордонів Бельгії, Франції та Німеччини, яку гарантували Британія та Італія. Другий та третій договори вимагали арбітражу між Німеччиною та Бельгією, Німеччиною та Францією щодо майбутніх конфліктів. Четвертий та п'ятий були аналогічними арбітражними договорами між Німеччиною та Польщею, Німеччиною та Чехословаччиною. Польща, а також Чехословаччина відчували загрозу від Локарнських угод, і ці договори були спробою їх заспокоїти. Завдяки плану Дауеса Німеччина здійснювала регулярні виплати репарацій. Успіх Локарнських угод призвів до подальшого вступу Німеччини в Лігу Націй у вересні 1926 р. з місцем свого радника в якості постійного члена. Результатом цього став ейфорійний «Дух Локарно» по всій Європі — відчуття, що можна досягти миру та постійної системи гарантування цього миру.

### 1930-ті роки
Велика депресія 1929-33 рр. налаштувала Францію і Німеччину на економічні негаразди та жорстокі внутрішні потрясіння. З 1933 р. за Адольфа Гітлера Німеччина почала проводити агресивну політику в Європі. Тим часом Франція в 30-х роках була політично виснажена та розділена і, перш за все, боялася чергової війни, в якій знову втретє бойові дії будуть проходити на її ґрунті та знову знищать великий відсоток її молодого населення. Застійне населення Франції означало, що буде важко утримати велику силу чисельного вторгнення Німеччини; за підрахунками, Німеччина могла б протиставити двох солдат кожному французькому солдату. Так, у 1930-х роках французи разом із своїми британськими союзниками проводили політику умиротворення Німеччини, не реагуючи на ремілітаризацію Рейнського краю, хоча це й відкривало німецькій армії більшу ділянку французького кордону.

### Друга світова війна
Оскільки Гітлер занадто сильно тиснув на Францію та Британію, вони спільно оголосили йому війну, коли Німеччина вторглась у Польщу у вересні 1939 року. Але Франція залишалася виснаженою та не налаштованою до повтору 1914-18 років. У Франції було мало ентузіазму та багато страху від перспективи фактичної війни після «фальшивої війни». Коли німці розпочали своє вторгнення бліцкригів у Францію у 1940 році, французька армія була розбита протягом тижнів, і коли й Британія відступила, атмосфера приниження та поразки охопила Францію.
Новий уряд під керівництвом маршала Філіппа Петена здався, і німецькі сили окупували більшу частину країни. Меншість французьких сил відступила за кордон і продовжувала боротьбу під керівництвом генерала Шарля де Голля («Вільний французький народ» або «Боротьба французів»). З іншого боку, Французький опір проводив диверсійні операції всередині окупованої Німеччиною Франції. Щоб підтримати вторгнення в Нормандію 1944 року, різні групи посилили свої диверсійні та партизанські атаки; такі організації, як Макі обстрілювали поїзди, підривали склади боєприпасів і засади німців, наприклад, у Тюлі. 2-а танкова дивізія СС «Дас Райх» зазнавала постійних атак та диверсій на шляху по всій країні до Нормандії, підозрюючи, що село Орадур-сюр-Глан утримує терористів, зброю та вибухівку. У відповідь вони вирішили розстріляти всіх чоловіків і спалити усіх живих жінок та дітей у церкві.
Існувала також вільна французька армія, яка билася з союзниками, та налічувала до червня 1944 року майже п'ятсот тисяч чоловік, один мільйон — до грудня та 1,3 мільйона — до кінця війни. До кінця війни французька армія окупувала південний захід Німеччини та частину Австрії.

### Франція, Німеччина та Об'єднана Європа

#### Ідеї франко-німецької співпраці до 1944р.
Маршал Петен, який керував Францією під наглядом Німеччини у 1940-44 рр., прийняв ідеологію національної революції, яка спочатку базувалася на ідеях, які обговорювалися роками. Коли у 1935 р. у Парижі було створено франко-німецький комітет примирення «Comité France-Allemagne» («Комітет французько-німецької дружби»), це було важливим елементом для Німеччини щоб наблизитися до Франції. Він прийняв проєвропейські, пронімецькі, антибританські, антиліберальні політичні та економічні погляди. Основні члени Комітету стали ключовими лідерами французьких колабораціоністів з нацистами після 1940 року.
Коли маршал Петен офіційно проголосив політику співпраці з нацистською Німеччиною в червні 1941 року, він виправдав її перед французьким народом як найважливішу потребу Нового європейського порядку і зберегти єдність Франції. Тому значна частина французької пропаганди Другої світової війни була проєвропейською, як і німецька пропаганда. Через це під час війни у Франції була створена група під назвою «Групова співпраця», яка проводила безліч конференцій, які пропагували проєвропейський характер. Вперше словосполучення «Європейське співтовариство» було використано на його перших сесіях, а також багато конференцій та лекцій для гостей, спонсорованих урядом Німеччини, пропагуючи французько-німецьке примирення, оновлення Франції та європейську солідарність.

#### Післявоєнна Європа
Війна залишила Європу в слабкому становищі і розділила між капіталізмом і демократією на Заході та диктатурою на Сході. Вперше в історії Європи як американці, так і радянські країни мали стратегічне місце на континенті. Переможена Німеччина перебувала під владою США, СРСР, Британії та Франції до 1949 р. Радянські війська залишалися в тих країнах Східної Європи, які були звільнені Червоною Армією від нацистів і забезпечували політичний успіх комуністичних партій, контрольованих Кремлем.
Французи за Де Голля сподівалися на рівновагу в 1945-46 роках. Французькі побоювання перед Німеччиною, що набувала могутності, змусили її підтримувати план злиття британської та американської окупаційних зон. Однак щораз більший гнів на поведінку «Советів» у Польщі та необхідність американської економічної допомоги змусили французів об'єднати свою зону у те, що стало Західною Німеччиною.
У 1947 році американський держсекретар Джордж Маршалл оголосив про створення плану Маршалла для сприяння економічному відродженню, економічній інтеграції та модернізації, орієнтованій на бізнес в Європі. Великі суми надійшли до Франції та Німеччини, що допомогло відновити торгівельні та фінансові відносини. Приймачі плану Маршалла створили Організація економічного співробітництва та розвитку (ОЕСР) у 1948 році.

#### Основи франко-німецької співпраці в Європейському Союзі
На початку 1948 року у французьку державну службу очолювали ключові лідери, які виступали за угоду з німцями, а також інтегровану Європу, яка включала б Німеччину. Французький європейський департамент працював над угодою про вугілля та сталь для району Рур-Лотарингія-Люксембург з рівними правами для всіх. Один французький державний службовець рекомендував «закладати основи франко-німецького економічного та політичного об'єднання, яке поступово стане інтегруватися в рамки розвиваючої західної організації». Дейтон виразно ілюстрував, що французькі лідери прагнули співпраці з німцями як ключового чинника на шляху інтегрованої Європи.
Як наслідок, Жан Монне, який був названий батьком засновником та головним архітектором Європейського Союзу, оголосив французький план Шумана 9 травня 1950 року, який через рік привів до заснування Європейського співтовариства з вугілля та сталі (ЄСВС). План приніс примирення Франції та Німеччини у вісь політичної європейської інтеграції, крім того, план оголосив пропозицію створення Європейської армії. Це призвело до підписання договору про створення Європейського оборонного співтовариства (ЄОС) у 1952 р. Основною метою створення такої армії було створення «європейської безпеки ідентичності» шляхом тіснішої франко-німецької співпраці в галузі військової безпеки.
Таким же чином, німецький міністр економіки Людвіг Ерхард створив значний прорив в німецькій економіці та встановив міцні, налагоджені торгові відносини між Федеративною республікою та її європейськими сусідами. Пізніше, коли Римський договір вступив у дію в 1958 році, він взяв на себе відповідальність за зміцнення та підтримку нових політичних та економічних зв'язків, що склалися між німецькою нацією та її колишніми супротивниками у Західній Європі. Договір також включав сторонні угоди; про створення митного союзу і встановлення правил, необхідних для належного функціонування механізму конкуренції.
Як наслідок, ці події призвели до утворення нового митного союзу, відомого як Європейське економічне співтовариство (ЄЕС). Але це було не так добре, як організація Європи, тому що до ЄЕС приєдналися лише члени ЄСВС (Бельгія, Франція, Італія, Люксембург, Нідерланди та Західна Німеччина). Сім інших країн, що належали до Організації європейського економічного співробітництва (ОЄЕС), яка керувалась планом Маршалла, не приєдналися до ЄЕС, а натомість створили альтернативний орган — Європейську асоціацію вільної торгівлі (ЄАВТ). На відміну від митного союзу, це була зона вільної торгівлі, із загальними зовнішніми тарифами та політичною програмою, що конкурувала з ЄЕС, оскільки була надзвичайно успішною.

### Співробітництво

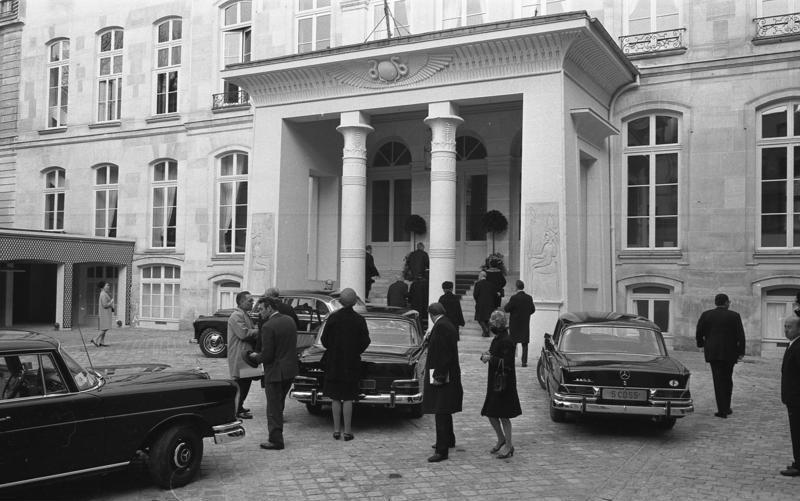
Гості, які приїхали на відкриття нової будівлі посольства Німеччини в Парижі, 1968 рік

Через загрозу з боку Радянського Союзу під час Холодної війни Західна Німеччина домагалася своєї національної безпеки у реінтеграції до Західної Європи, тоді як Франція домагалася відновлення як Великої нації. Післявоєнна франко-німецька співпраця базується на Єлісейському договорі, який 22 січня 1963 р. підписали Шарль де Голль і Конрад Аденауер. Договір містив низку угод про спільну співпрацю у сфері зовнішньої політики, економічної та військової інтеграції і освітнього обміну студентів.

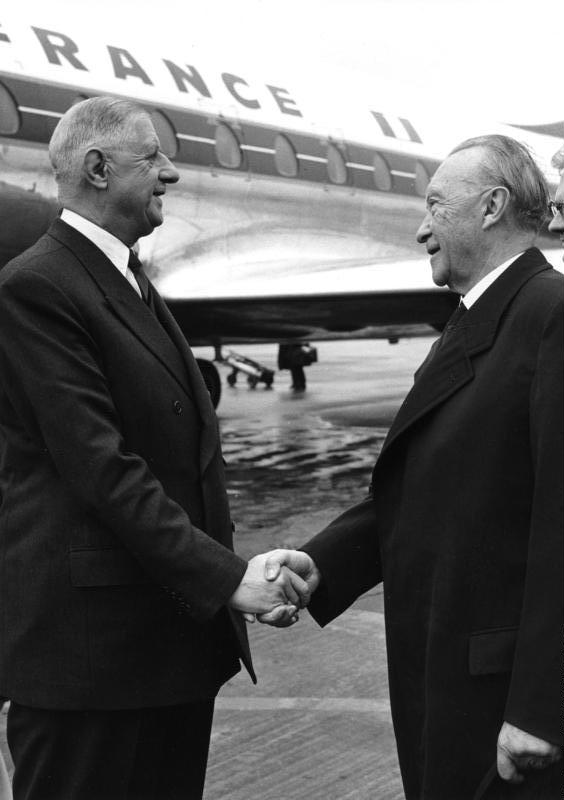
Шарль де Голль та Конрад Аденауер у 1961 році

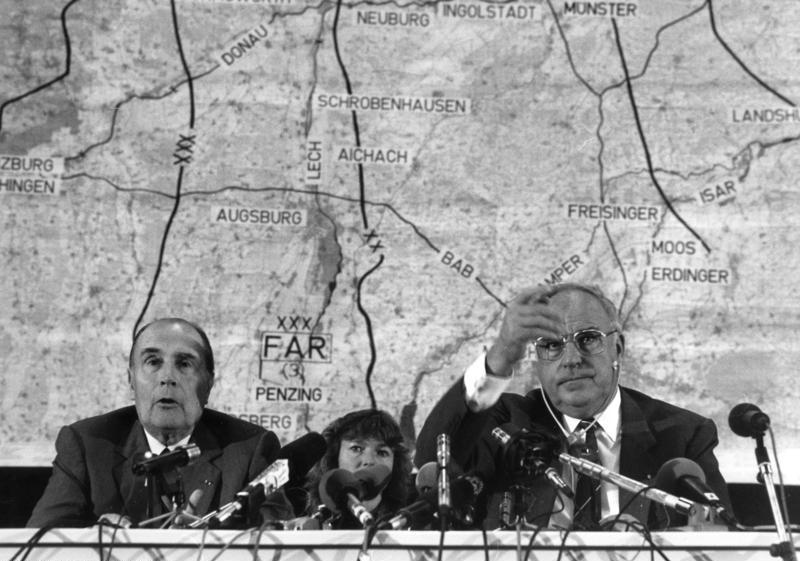
Франсуа Міттеран та Гельмут Коль у 1987 році.

Договір був підписаний у той час в складних політичних умовах і піддавався критиці як опозиційними сторонами Франції та Німеччини, так і Великої Британії та США. Протистояння Сполученого Королівства та Сполучених Штатів доповнили додатковою преамбулою, яка постулювала тісним співробітництвом з ними (включаючи НАТО) та цілеспрямованим возз'єднанням Німеччини.
Договір досягнув великих результатів в ініціюванні європейської інтеграції та зміцненні франко-німецької позиції у трансатлантичних відносинах.
Початкова концепція франко-німецької співпраці заходить значно далі, ніж Єлисейський договір, і базується на подоланні століть франко-німецьких військових дій у Європі. Його порівнювали з відновленням європейської імперії Карла Великого, оскільки вона існувала до поділу Верденського договору в 843 році.
Декларація Шумана 1950 р. вважається основою франко-німецької співпраці, а також Європейського співтовариства з вугілля та сталі 1951 р., до складу якого входили також Італія, Бельгія, Нідерланди та Люксембург.
Співпраця супроводжувалася міцним особистим союзом у різних ступенях:
- Конрад Аденауер та Шарль де Голль
- Віллі Брандт і Жорж Помпіду
- Гельмут Шмідт і Валері Жискар д'Естен
- Гельмут Коль та Франсуа Міттеран
- Герхард Шредер та Жак Ширак
- Ангела Меркель та Ніколя Саркозі
- Ангела Меркель та Франсуа Олланд
- Ангела Меркель та Емманюель Макрон

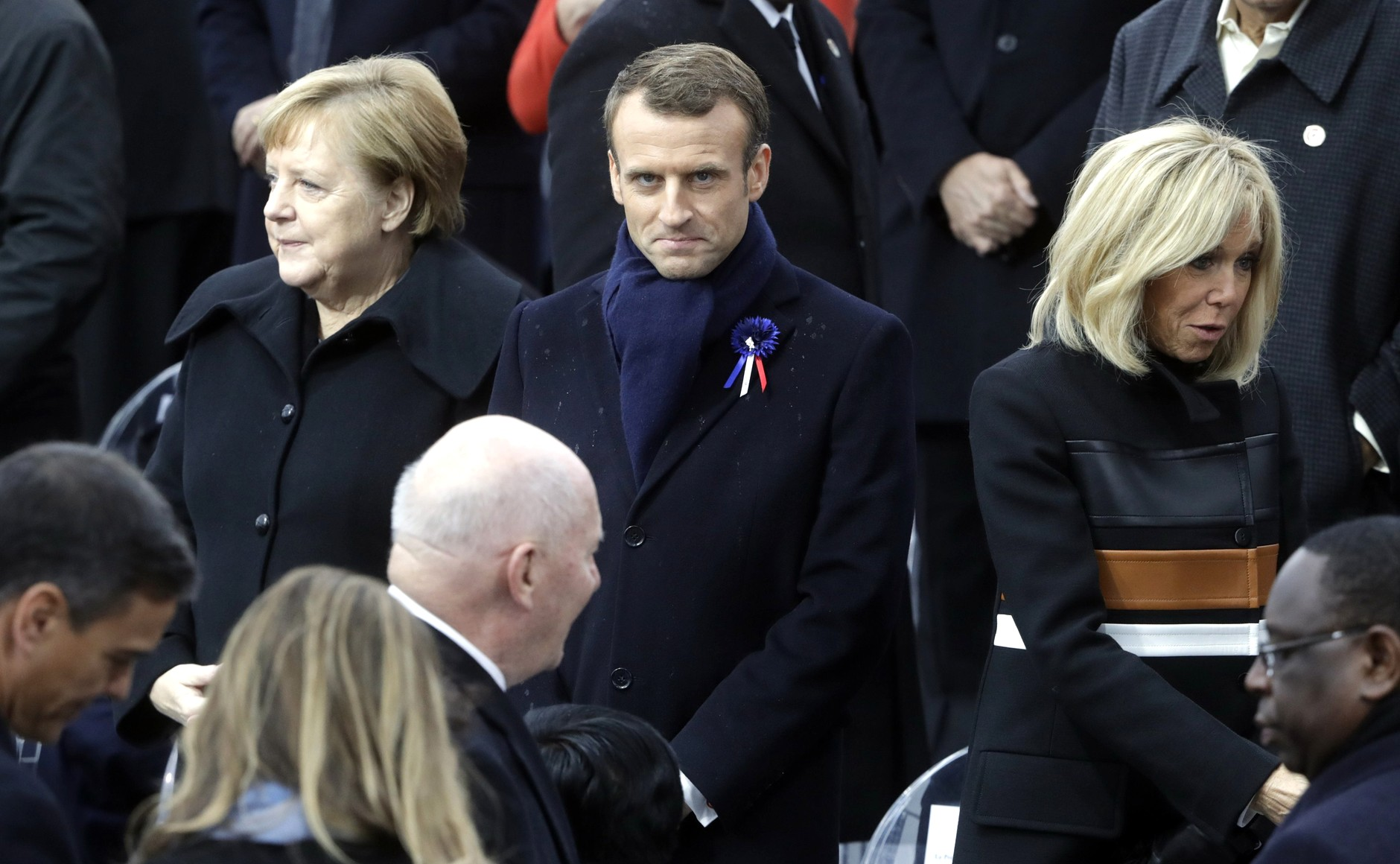
Ангела Меркель та Емманюель Макрон 2018 року

## Альянси

### Політичні союзи
Ще в 1994 році — в часи ЄС12 — німецькі християнські демократи Вольфганг Шойбле та Карл Ламерс опублікували памфлет, в якому вони закликали до створення Керневропи (= основна Європа). Це було зроблено у відповідь на уповільнення європейської інтеграції євроскептичними країнами-членами, тоді як багато європейців у «основній Європі» прагнули до подальшого зміцнення Європи. До таких країн, як правило, відносились Франція, Німеччина та Бенілюкс, а також Австрія, Іспанія та Італія. Ідея «основної Європи» передбачала, що вона матиме «центропетальний ефект» та магнітну привабливість приєднання для решти Європи.
Однак поява передбачуваної «основної соціальної Європи» стала дуже малоймовірною — початкова ідея Шойбле-Ламерса про Європу різних швидкостей з того часу була замінена концепцією Європи змінної геометрії, яка була формально представлена в політичному інструменті розширеної співпраці. Крім того, основна політика Європи суперечить порядку денному структурних реформ, який ознаменував німецький соціал-демократичний уряд, а також суперечить загальній підтримці Берліна щодо подальшого розширення. Франція також висловила, що будь-який фактичний розкол буде суперечити ідеалам ЄС, тим самим ризикуючи домогтися наддержави ЄС, яка охоплює всю Європу.
Іншими практичними проблемами можливого створення "основної Європи" є те, що Франції та Німеччині важко досягти згоди в різних сферах політики. Обидві країни хочуть посилити європейські оборонні сили, але Німеччина скорочує свої оборонні витрати. І Франція, і Німеччина хотіли б посилити зовнішню політику ЄС, але Франція більше не підтримує заклик Німеччини до голосування більшості у зовнішній політиці. Що стосується політики у сфері притулку та міграції, то дві країни мають зовсім різні підходи, і повільний прогрес в інших сферах правосуддя та внутрішніх справ.
Однак обидві країни керують спільною європейською політикою щодо європейської інтеграції, а також зовнішніх справ, яскравим прикладом цього є Війна в Іраку, яка об'єднала франко-німецький союз з Росією та Китаєм в опозицію щодо зовнішньої політики США та Великої Британії. Політичні розбіжності навколо війни в Іраку 2003 року також вплинули на створення конференцій G6 (ЄС), які можуть розглядатися як новий двигун для узгодження поглядів на зовнішні справи та європейську інтеграцію.
Колишній президент Франції Жак Ширак заявив про своє бажання бачити Європу противагою американській силі, так як деякі вважають американську політику на Близькому Сході все більш хижацькою.
З нагоди 40-ї річниці Єлісейського договору в 2003 році комісари ЄС Паскаль Ламі (Франція) та Гюнтер Ферхойген (Німеччина) представили так званий План Ламі-Верхойгена, який пропонується фактичне об'єднання Франції та Німеччини в деяких важливих сферах — включаючи об'єднані збройні сили, посольства та спільне місце в Раді Безпеки ООН. Починаючи з цієї дати, міністрам було запропоновано підтримувати прямий контакт із дворічною спільною франко-німецькою міністерською радою, що проводилася в наступні роки.
3 серпня 2014 року президент Франції Франсуа Олланд та президент Німеччини Йоахім Гаук разом відзначили століття оголошення Німеччиною війни Франції, поклавши перший камінь меморіалу у Вієлі Арманд, Франція, відомий німецькою мовою як Хартманнсвіллекопф, французьким та німецьким солдатам, які загинули у першій світовій війні

### Економічні союзи

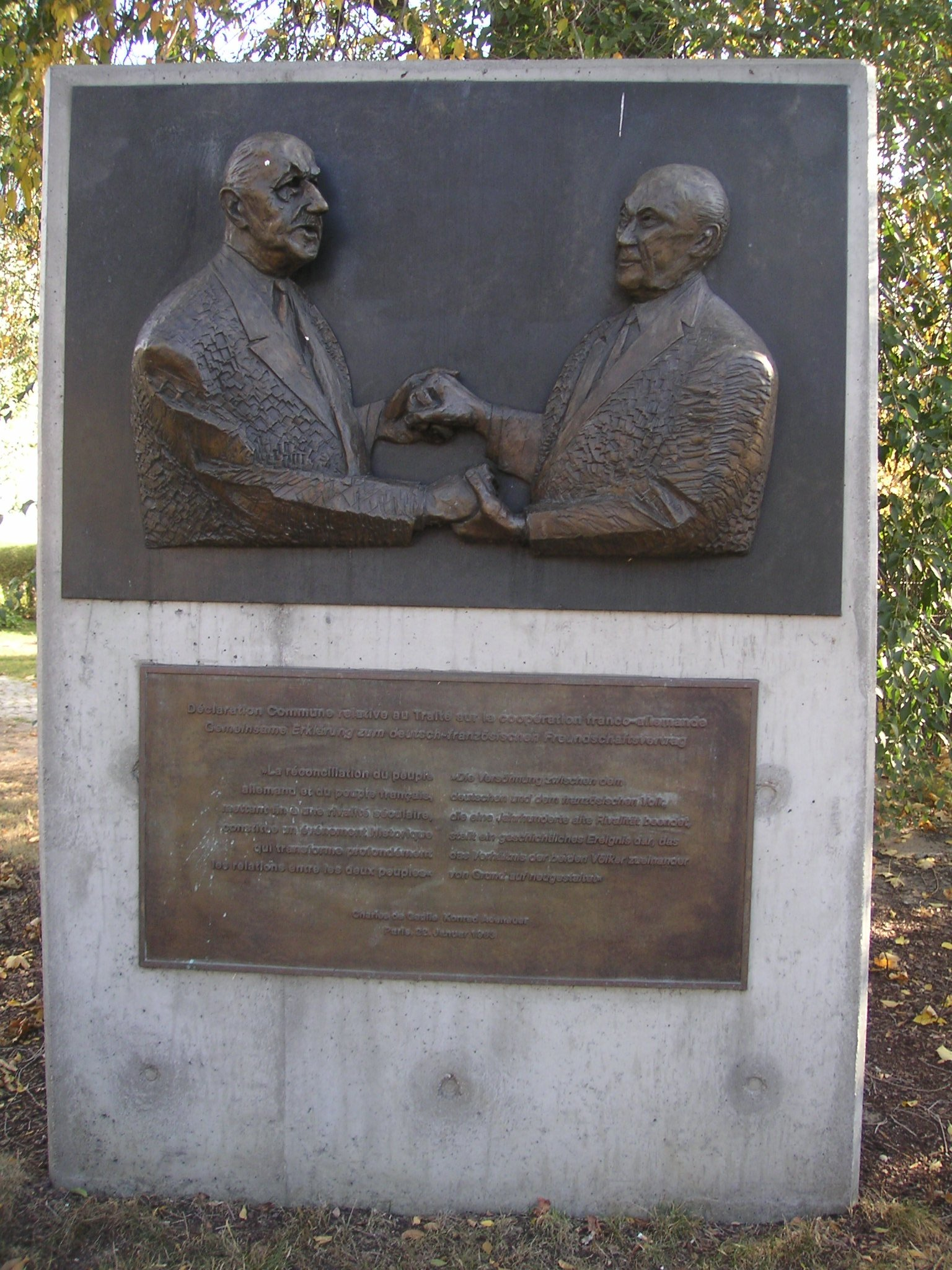
Пам'ятник Конрада Аденауера та Шарля Де Голля.

- Європейське космічне агентство (з багатьма іншими європейськими державами)
- Airbus (також присутній у Великій Британії та Іспанії)

Франко-німецькі спільні підприємства, які включають:
- Арева
- Авентіс
- ODDO BHF[en], Франко-німецький банк

### Культурні союзи
- Просування французької та німецької мови в обох країнах.
- Створення спільного франко-німецького навчального посібника з історії для просування «спільного бачення історії»
- Франко-німецький університет був створений у 1999 році для забезпечення співпраці у вищій освіті.[37]
- Arte, франко-німецький культурний телеканал

### Військові союзи
З моменту заснування протягом 1960-х Євровійсько у своєму складі містило великі контингенти французьких та німецьких військ, а інші країни ЄС внесли солдатів у багатонаціональні сили. Як і франко-німецька бригада, решта корпусу складалась зі значної частини французької піхоти та великої частки німецького озброєння.